# Euzaleptus
Genre
Euzaleptus est un genre d'opilions eupnois de la famille des Sclerosomatidae.

## Distribution
Les espèces de ce genre se rencontrent en Asie du Sud et en Asie du Sud-Est.

## Liste des espèces
Selon World Catalogue of Opiliones (10/05/2021) :
- Euzaleptus minutus (With, 1903)
- Euzaleptus muticus Roewer, 1929
- Euzaleptus pilosus Roewer, 1929
- Euzaleptus sarawakensis Roewer, 1911

## Publication originale
- Roewer, 1911 : « Opiliones aus Britisch Indien und Sarawak. » Archiv für Naturgeschichte, vol. 77, no 1, p. 160–188 (texte intégral).